# Landmark Worldwide
Landmark Worldwide, (tidigare Landmark Education) eller endast Landmark, är ett företag som är grundat 1991. Det har sitt huvudkontor San Francisco i USA, och är verksamt i många länder. Företaget riktar sig både till företag och privatpersoner och erbjuder en pedagogik som syftar till att ge individen verktyg till framgång och självförverkligande. Landmark bygger på "teknologi" som man köpt av Werner Erhard, grundaren av det kontroversiella Erhard Seminars Training (est).
Mer än 2,2 miljoner personer har gjort Landmarks program sen det grundades 1991. I Sverige har cirka 10 000 personer deltagit i introduktionsprogrammet "Landmark Forum".
  
Landmark har skapat och levererat mer än ett 40-tal program i personlig utveckling.  Dotterbolaget The Vanto Group, marknadsför och levererar träningar och konsultationer till organisationer.

## Företaget
Landmark är ett personalägt vinstinriktat privat bolag som grundades den 7 maj 1991. Enligt Landmarks faktablad, är det de anställda som äger alla aktier i bolaget, och ingen enskild person äger mer än tre procent. 
Landmark investerar all vinst i bolaget för att utveckla sina program och göra sina tjänster mer tillgängliga.
Landmark uppger att sedan år 2005 har årligen 200 000 personer deltagit i deras kurser varav 70 000–80 000 personer har deltagit i Landmark Forum. Fram till år 2008 hade mer än en miljon personer deltagit i introduktionsprogrammet sedan starten 1991.

### Företagskonsult
Vanto Group, Inc., som grundades 1993 som "Landmark Education Business Development" (LEBD), ett helägt dotterbolag till Landmark Worldwide Inc., använder Landmarks metoder för att erbjuda konsulttjänster till olika företag.
University of Southern California (USC) Marshall School of Business genomförde en fallstudie 1998 av verksamheten i LEBD. 
I rapporten dras slutsatsen att de samlade åtgärder som utförts i organisationen resulterade i en 50-procentig förbättring av säkerheten, en 15 till 20-procentig minskning av viktiga kostnader, en 50-procentig ökning av avkastningen på kapital, och en 20-procentig ökning av råstålproduktionen. 

År 2007 ombildades LEBD till The Vanto Group.
Företag som Panda Express och Lululemon Athletica betalar för och uppmuntrar anställda att delta i Landmark Forum. 

## Utvärderingar och recensioner
Den irländska dagstidningen Irish Mail on Sunday beskriver effekterna av Landmark Forum: "... kan vara skrämmande. Människor förenas med sina föräldrar, exfruar och exmän och vänner. De har samtal med sina familjer som de har velat ha i många år,.. De möter människor eller får framgång i arbetslivet."
Landmark använder sig av webbpublicerade och vittnesmål från deltagare som delar sina upplevelser för att skildra dess effektivitet, och kompletterar dessa med studier, undersökningar och åsikter.
Journalisten Karin Badt från The Huffington Post har deltagit i Landmark Forum och kommenterade "Jag fann forumet harmlöst. Inget kult, ingen radikal religion: Inspirerande, underhållande introduktion av bra solida metoder för självreflektion, med en lämplig tonvikt på handling och transformation (inte att förändra)." Karin Badt noterade även organisationens betoning på att sprida ordet av Landmark Forum som ett tecken på deltagarnas integritet i att dela sina personliga upplevelser av den inledande Landmark Forum-kursen. Som en del av detta tema ingår upprepade jämförelser mellan programdeltagare och Martin Luther King och Mahatma Gandhi, något som Badt var kritiskt mot.

## Kritik
Landmark har under sina år i Sverige utsatts för kritik från olika medier och organisationer. Bland annat att Landmark använder sig av metoder som enligt egen utsago ”tar vid där en psykoterapi slutar” År 2002 granskades Landmark i en artikelserie i Dagens Nyheter av journalisten Christian Palme. I artikelserien framträdde en psykolog som påstod att Landmarks ledare saknar kompetens att ta hand om de individer som far illa av metoderna. I en annan artikel berättade en tidigare kursdeltagare om hur hon under en mycket intensiv kursperiod på tre dagar knappt fick någon sömn, något som hon beskrev som en utmattningsteknik. Efter kursen var hon så orolig och utbränd att hon drabbades av en akut psykos.
Vissa kritiker säger att Landmark är en sekt och trots att kostnaderna för kurserna är låga i utbildningssammanhang påstår vissa att dess enda syfte är att tjäna pengar. Karl-Erik Nylund kallar Landmark för en manipulativ sekt och självreligion och antyder att kurserna går ut på att få kursdeltagarna att gå vidare till nya kurser och att värva nya medlemmar. Föreningen Rädda Individen beskriver Landmark som en av Sveriges farligaste destruktiva sekter, då de bryter ned individen genom kontroll, styrning, manipulation och kränkning. Vissa påstår också att det finns likheter med Scientologirörelsen, och att Landmarks grundare skulle ha varit aktiv i scientologirörelsen. Efter Dagens Nyheters artikelserie 2002, där Landmark synades, tillsammans med kritiska inslag i TV4:s Kalla fakta stängde Landmark sitt kontor i Sverige på grund av bristande lönsamhet.
Landmark stämde 1996 psykologen och författaren Margaret Singer, som nämnt Landmark i sin bok, Cults in Our Midst. Singer uttalade efter stämningen att hon inte betraktade Landmark som vare sig en kult eller en sekt men som en ”kontroversiell New Age-träningskurs”. Hon sa i en senare intervju att hon inte ville kommentera om Landmark använder sig av tvångsmässiga övertalningstekniker eftersom hon inte hade någon erfarenhet av kurserna själv. Hon sa dock att hon inte skulle rekommendera Landmark till någon och att hon då inte vågade säga vad hon verkligen tycker om Landmark för att hon redan blivit stämd av dem en gång. För att gå Landmark till mötes tog hon bort referenserna till Landmark ur senare utgåvor av sin bok. Förutom tvisten med Singer har Landmark Education varit inblandat i ett stort antal andra rättstvister. Bland annat har de stämt Cult Awareness Network och flera andra grupper och tidningar som benämnt organisationen som en sekt eller på annat sätt kritiserat den.
Som en del av förlikningsavtalet gjorde Cult Awareness Network - CAN senare ett uttalande där de deklarerade att de inte längre ansåg att Landmark är en sekt.
Av Landmarks anlitade experter görs bland annat följande uttalande beträffande kritiken.
”Jag har personligen studerat Landmark Forum och andra program på Landmark. Utifrån min kompetens och erfarenhet som läkare och tidigare chef och hälsorådgivare, är min uppfattning att det finns absolut inget skadligt i Landmarks program. Denna slutsats är helt i linje med många oberoende studier av ledande experter.”
Dr Charles Watson AM, tidigare Chief Health Officer i västra Australien och ledande professor i hälsovetenskap vid Curtin University

## Transformation
Transformation är ett begrepp som den ursprunglige grundaren  Werner Erhard skapade som en distinktion, som ett exempel på vad företaget levererar: "En omvälvande transformation i människors liv som skapar nya möjligheter och en plattform för människor att expandera från. Nya möjligheter där människor suddar bort fiendebilder och tar ansvar för hur de hanterar sina liv".

### Engelska originalcitat
1. ↑  "I found the Forum innocuous. No cult, no radical religion: an inspiring, entertaining introduction of good solid techniques of self-reflection, with an appropriate emphasis on action and transformation (not change)."